# Jużnyj (rejon korieniewski)
Jużnyj (ros. Южный) – osiedle typu wiejskiego w zachodniej Rosji, w sielsowiecie tołpińskim rejonu korieniewskiego w obwodzie kurskim.

## Geografia
Miejscowość położona jest w dorzeczu rzeki Grunia (dopływ Sejm), 12 km od centrum administracyjnego sielsowietu tołpińskiego (Tołpino), 16 km od centrum administracyjnego rejonu (Korieniewo), 83,5 km od Kurska.

## Demografia
W 2010 r. miejscowość zamieszkiwały 103 osoby.